# Pterocuma grande
Pterocuma grande är en kräftdjursart som beskrevs av Sars 1914. Pterocuma grande ingår i släktet Pterocuma och familjen Pseudocumatidae. Inga underarter finns listade i Catalogue of Life.